# 天承
天承（、てんじょう）は、日本の元号の一つ。大治の後、長承の前。1131年から1132年までの期間を指す。この時代の天皇は崇徳天皇。

## 改元
- 大治6年1月29日（ユリウス暦1131年2月28日） 日照りなどにより改元
- 天承2年8月11日（ユリウス暦1132年9月21日） 長承に改元

## 西暦との対照表
※は小の月を示す。
| 天承元年（辛亥） | 一月※     | 二月  | 三月※ | 四月※ | 五月    | 六月※ | 七月  | 八月※ | 九月 | 十月  | 十一月 | 十二月※ |          |
| ---------------- | --------- | ----- | ----- | ----- | ------- | ----- | ----- | ----- | ---- | ----- | ------ | ------- | -------- |
| ユリウス暦       | 1131/1/31 | 3/1   | 3/31  | 4/29  | 5/28    | 6/27  | 7/26  | 8/25  | 9/23 | 10/23 | 11/22  | 12/22   |          |
| 天承二年（壬子） | 一月      | 二月※ | 三月  | 四月※ | 閏四月※ | 五月  | 六月※ | 七月※ | 八月 | 九月  | 十月   | 十一月※ | 十二月   |
| ユリウス暦       | 1132/1/20 | 2/19  | 3/19  | 4/18  | 5/17    | 6/15  | 7/15  | 8/13  | 9/11 | 10/11 | 11/10  | 12/10   | 1133/1/8 |